# Fléville-Lixières
Fléville-Lixières és un municipi francès situat al departament de Meurthe i Mosel·la i a la regió del Gran Est. L'any 2007 tenia 239 habitants.

## Demografia

### Població
El 2007 la població de fet de Fléville-Lixières era de 239 persones. Hi havia 92 famílies, de les quals 20 eren unipersonals (8 homes vivint sols i 12 dones vivint soles), 32 parelles sense fills, 36 parelles amb fills i 4 famílies monoparentals amb fills.
La població ha evolucionat segons el següent gràfic:
Habitants censats

### Habitatges
El 2007 hi havia 103 habitatges, 93 eren l'habitatge principal de la família, 3 eren segones residències i 6 estaven desocupats. 98 eren cases i 4 eren apartaments. Dels 93 habitatges principals, 81 estaven ocupats pels seus propietaris, 9 estaven llogats i ocupats pels llogaters i 3 estaven cedits a títol gratuït; 5 tenien dues cambres, 13 en tenien tres, 22 en tenien quatre i 54 en tenien cinc o més. 67 habitatges disposaven pel capbaix d'una plaça de pàrquing. A 31 habitatges hi havia un automòbil i a 50 n'hi havia dos o més.

### Piràmide de població
La piràmide de població per edats i sexe el 2009 era:
| Homes | Edats   | Dones |
| ----- | ------- | ----- |
| 0     | 95 o +  | 0     |
| 0     | 90 a 94 | 0     |
| 4     | 85 a 89 | 0     |
| 4     | 80 a 84 | 0     |
| 8     | 75 a 79 | 4     |
| 4     | 70 a 74 | 12    |
| 4     | 65 a 69 | 0     |
| 4     | 60 a 64 | 4     |
| 0     | 55 a 59 | 4     |
| 4     | 50 a 54 | 0     |
| 12    | 45 a 49 | 8     |
| 28    | 40 a 44 | 8     |
| 12    | 35 a 39 | 16    |
| 0     | 30 a 34 | 12    |
| 0     | 25 a 29 | 4     |
| 8     | 20 a 24 | 0     |
| 12    | 15 a 19 | 20    |
| 16    | 10 a 14 | 12    |
| 0     | 5 a 9   | 12    |
| 12    | 0 a 4   | 0     |

## Economia
El 2007 la població en edat de treballar era de 157 persones, 118 eren actives i 39 eren inactives. De les 118 persones actives 105 estaven ocupades (67 homes i 38 dones) i 13 estaven aturades (9 homes i 4 dones). De les 39 persones inactives 7 estaven jubilades, 15 estaven estudiant i 17 estaven classificades com a «altres inactius».

### Ingressos
El 2009 a Fléville-Lixières hi havia 102 unitats fiscals que integraven 261,5 persones, la mediana anual d'ingressos fiscals per persona era de 18.594 €.

### Activitats econòmiques
Dels 3 establiments que hi havia el 2007, 1 era d'una empresa de construcció i 2 d'empreses de serveis.
L'únic servei als particulars que hi havia el 2009 era una lampisteria.
L'any 2000 a Fléville-Lixières hi havia 11 explotacions agrícoles.

## Poblacions més properes
El següent diagrama mostra les poblacions més properes.